# نيجيريسين
النيجيريسين هو مضاد حيوي مشتق من متسلسلة قؤوبة. تم وصف عزله في الخمسينيات، وفي عام 1968 يمكن توضيح الهيكل عن طريق دراسة البلورات بالأشعة السينية . تشبه بنية وخصائص النيجريسين المضاد الحيوي مونينسين. يتم الحصول عليه تجارياً كمنتج ثانوي أو ملوث عند تخمر الجلداناميسين. ويسمى أيضًا: بوليثيرين أ (Polyetherin A)، وهيلكسين س (Helixin C)، وأزالوميسين م (Azalomycin M)، والمضاد الحيوي K178، والمضاد الحيوي X-464.
في الماضي، كان النيجيريسين يستخدم كمضاد حيوي فعال ضد البكتيريا موجبة الجرام . يمنع وظائف جولجي في الخلايا حقيقية النواة. كما أن قدرته على تحفيز تدفق K + تجعله منشطًا قويًا للجسيم الملتهب. 